# Отражающая функция Мироненко
Отража́ющая фу́нкция — функция, связывающая прошлое состояние системы с её будущим состоянием в симметричный момент времени. Понятие отражающей функции введено Владимиром Ивановичем Мироненко.

## Определение
Пусть {\displaystyle \varphi (t;t_{0},x)} есть общее решение в форме Коши системы дифференциальных уравнений {\displaystyle {\dot {x}}=X(t,x),} решения которой однозначно определяются своими начальными данными. Отражающая функция этой системы определяется формулой {\displaystyle F(t,x)=\varphi (-t;t,x).}

## Применение
Для {\displaystyle 2\omega }-периодической по переменной {\displaystyle t} системы дифференциальных уравнений с отражающей функцией {\displaystyle F(t,x)} отображение {\displaystyle \Pi (x)} за период {\displaystyle [-\omega ;\omega ]} (отображение Пуанкаре) находится по формуле {\displaystyle \Pi (x)=F(-\omega ,x).} Поэтому знание отражающей функции позволяет находить начальные данные {\displaystyle (\omega ,x_{0})} для {\displaystyle 2\omega }-периодических решений {\displaystyle \varphi (t;-\omega ,x_{0})} рассматриваемой системы и исследовать эти решения на устойчивость по Ляпунову. Отражающая функция {\displaystyle F(t,x)} системы {\displaystyle {\dot {x}}=X(t,x)} удовлетворяет так называемому основному соотношению
{\displaystyle F_{t}+F_{x}X+X(-t,F)=0,} {\displaystyle F(0,x)=x.}
С помощью этого соотношения устанавливается, что для многих неинтегрируемых в квадратурах систем дифференциальных уравнений отображение {\displaystyle \Pi (x)} за период {\displaystyle [-\omega ;\omega ]} может быть найдено даже через элементарные функции. В этом отражающая функция может быть сопоставлена с интегрирующим множителем.
Отражающая функция используется при исследовании вопросов существования и устойчивости периодических решений краевых задач для систем дифференциальных уравнений.